# 대학생 안보토론대회

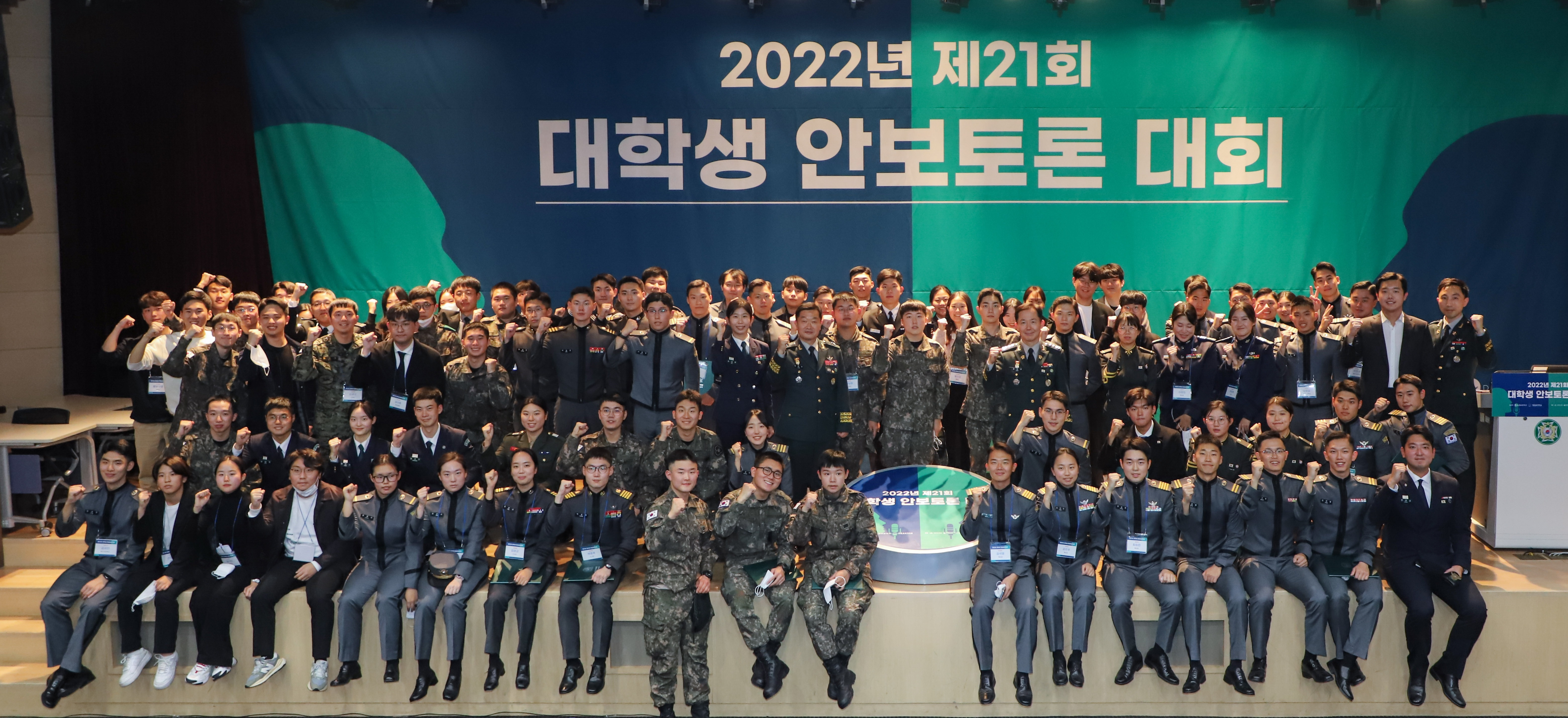
2022년 제21회 대학생 안보토론대회

대학생 안보토론대회는 대학생들에게 안보 이슈에 대한 토론의 장을 마련하여 안보현실, 육군정책 및 미래 군사력 건설 방향에 대한 국민적 공감대를 형성할 목적으로 매년 개최되고 있다. 본 대회는 최초 2002년부터 육군본부에서 주최하는 지상군 페스티벌 행사의 일환으로 실시되었으며, 2022년 제21회 대회부터는 육군사관학교의 주최로 변경되었다. 현재까지 매 대회는 육군사관학교와 국내 주요 대학이 공동으로 주관하고 있다. 본 대회는 2021년까지 안보현안 주제에 대한 개인주제발표 및 집단토론의 프로그램으로 진행되었으나, 2022년 제21회 대회부터 팀단위 정책비교토론의 형식이 추가되었다. 우수 수상자에게는 국방부장관, 육군참모총장, 육군사관학교장과 공동주관대학교 총장 공동명의의 상장과 함께 상금, 해외안보견학 등의 특전도 주어진다.
대회에 대한 자세한 소식은 육군사관학교 화랑대연구소의 공식 홈페이지를 참고.
[국방뉴스] 2022.11.08 육군사관학교 제21회 대학생 안보토론대회 - 유튜브
[다이어트 지식포커스] 제21회 대학생 안보토론대회 이모저모 - 유튜브

## 제22회 대학생 안보토론대회

### 개요
- 주 최 : 성균관대학교 / 육군사관학교
- 기 간 : 2023.10.21 및 11.03

(1) 1일차 : 개회식 및 본선, 2023년 10월 21일(토), 성균관대학교 (서울 종로)
(2) 2일차 : 결선 및 시상식, 2023년 11월 3일(금), 육군사관학교 (서울 노원)

### 시상내역 및 수상혜택
- 국방부장관상, 육군참모총장상, 육군사관학교장-성균관대학교총장상
- 총상금 2,800만원 / 상금 1,400만원 + 해외 안보견학 경비 1,400만원  (정책비교토론 우승팀, 개인주제발표 주제별 최우수상, 특별분과 최우수상 수상자에게는 해외 안보견학 경비 지원)

### 대회 형식
- 팀단위 정책비교토론 : 예선(정책제안서 제출) >>> 본선(토너먼트) >>> 결승
- 개인주제발표 및 집단토론(주제별) : 예선(발표요약문 제출) >>> 본선 >>> 결선
- 특별분과(영어발표) : 예선(발표요약문 및 발표영상 제출) >>> 본선 >>> 결선

### 대회주제
- 팀단위 정책비교토론 : AI 과학기술 강군의 지상전 승리를 위한 군사전략 및 작전개념의 선도적 발전 방향
- 개인주제발표 및 집단토론(주제별)

(과학기술) AI 과학기술 강군 육성을 위한 초거대AI의 군사적 활용 방향
(한미동맹) 한미동맹 70주년의 의미와 향후 발전 방향
(사회문화) 국방전문 인재 확보와 자긍심 넘치는 군대문화 형성 방향
- 특별분과(영어발표) : 북한 핵 및 미사일 대응능력 강화를 위한 정치외교적 발전 방향

### 참가방법
- 참가자격 : 국내외 대학생 누구나(휴학생 포함)
- 접수처 : 육사 화랑대연구소 홈페이지를 통해 참가신청 접수
- 사전접수 : 2023년 9월 15일(금)까지 (기념품 증정, 안보체험 우선 편성 등 혜택)
- 일반접수 : 2023년 9월 22일(금)까지
- 본선 진출 결과 발표 : 2023년 10월 2일(월) 예정

## 제21회 대학생 안보토론대회
- 주 최 : 서울교육대학교 / 육군사관학교
- 기 간 : 2022.10.29 및 11.04

2022년 제21회 대학생 안보토론대회 정책비교토론 참가자 포토존 사진

### 대회 주제
- [팀단위 정책비교토론 토너먼트] 지상 전력 (무기체계, 전력지원체계 등) 강화를 위한 첨단 과학기술 적용 방안 또는 연구 방향
- [개인주제발표 외교/통일 분과] 한반도 평화와 전쟁 억제를 위한 국방 외교 정책
- [개인주제발표 사회/복지 분과] 매력과 인재가 넘치는 군대문화 조성 방안
- [개인주제발표 한미동맹 분과] 우크라이나 전쟁의 교훈과 한미동맹의 미래

- [개인주제발표 영어발표 분과] 기후변화가 국가안보에 끼치는 영향

### 시상
- 국방부장관, 육군참모총장, 육군사관학교장-서울교육대학교총장 상장 및 상금 수여
- 최우수상 수상자에게는 해외 안보견학 경비 지원
- 총상금 2,750만원

### 홍보영상 자료
[국방뉴스] 2022.11.08 육군사관학교 제21회 대학생 안보토론대회 - 유튜브
[다이어트 지식포커스] 제21회 대학생 안보토론대회 이모저모 - 유튜브

## 제19회 대학생 안보토론대회
- 주 최 : 육군본부
- 주 관 : 고려대학교 / 육군사관학교
- 기 간 : 2020.09.25

### 분과별 주제
- [1분과: 역사] 6.25 70주년의 의의와 한반도 세계평화의 발원지
- [2분과: 북한·한미] 1) 북ㆍ미 관계/남ㆍ북 관계/한ㆍ미 관계 전망 2) DMZ 국제평화지대 구상과 남ㆍ북ㆍ미 관계
- [3분과: 사회] 다양성의 추구와 안보 : 젠더, 종교, 성소수자, 다문화, 인권 등
- [4분과: 미래] 1) 초일류 육군, 첨단과학기술군으로서의 실제와 발전방향 2) 사이버 위협과 국방안보의 미래
- [5분과: 환경·보건] 전염병과 같은 신종위기와 국가안보
- [6분과: 국제세션] 한국전쟁과 글로벌 시대 육군의 역할 The Korean War and the Role of ROKA in a Global Era

### 시상
- 국방부장관, 육군 참모총장 상장 및 상금 수여
- 대회 최우수상 1명, 분과별 최우수상 1명, 우수상 1명, 장려상 2명
- 고려대학교 총장상 수여
- 최우수상 수상자에게는 해외 안보견학 기회 부여(코로나 상황에 따라 달라질수 있음)

## 제18회 대학생 안보토론대회
- 주 최 : 육군본부
- 주 관 : 서울대학교 / 육군사관학교
- 기 간 : 2019.10.04~2019.10.05

### 분과별 주제
1. [1분과: 특별세션] 항일무장활동의 성과와 의의
2. [2분과: 북핵] 청년의 시선, 북핵문제 어떻게 해결할 것인가?
3. [3분과: 한미] 한미동맹과 전작권 전환
4. [4분과: 사회] 문화컨텐츠를 통해서 본 미래 전사상
5. [5분과: 미래전] 4차 산업혁명 시대의 지상군 비전
6. [6분과: 사이버] 사이버 안보위협과 국제공조
7. [7분과: 환경] 글로벌 기후변화와 인간안보
8. [8분과: 국제] Denuclearization and Arms Control in Korean Peninsula

### 시상
- 육군 참모총장 상장 및 상금 수여
- 분과별 최우수상 1명, 우수상 1명, 장려상 2명
- 최우수상 수상자에게는 해외 안보견학 기회 부여

### 참가 대학
108개 대학(국내 65개 대학 포함), 학생 373명 및 교수 등 약 410명이 참가하는 대회로 발전했다. 특히 이번 대회에는 해사, 공사, 국간사, 3사교 등 5개 사관학교의 사관생도 및 육군 협약을 맺은 9개 대학 군사학과 학생, 일반대학생, 학군 및 학사 후보생, 육•해•공군 현역용사 및 재외국민 현역용사까지 참가했다. 무엇보다 이번 대회에는 하버드대, 버클리대, 홍콩과학기술대학 등 해외 명문대학에서 휴학 후 입대한 현역용사 30여명(8개국 27개 국외대학)이 대회에 참가하였으며, 미국 웨스트포인트, 프랑스 생시르 등 9개국 15명의 해외 명문 사관생도들이 국제분과 발표 및 토론에 참여하였다.

### 대회 내용
‘4차 산업혁명 시대의 지상군 비전’과 관련해 발제한 육사 4학년 황선우 생도는 “군의 미래를 대비함에 있어 가장 중요한 것은 잠재력이 높은 미래 기술에 집중해 이를 적절하게 활용하는 것”이라며 “인공지능과 로봇공학이 접목한 로봇·자율체계를 활용해 새로운 위협에 대비하고 전력을 강화해 나가야 한다”고 주장했다. 3·1운동 및 임시정부 수립 100주년을 맞이해 마련된 ‘항일 무장활동’ 관련 특별세션에서는 육사 3학년 박경배 생도가 ‘한국광복군의 국제적 지위 향상을 위한 노력들’을 주제로 발표했다. 박 생도는 한국광복군의 창설과정과 군사활동에 대해 소개하며 “중국과의 군사협력 관계에 안주하지 않고 연합국들과 군사합작을 추진하려 노력한 광복군의 능동성과 탁월한 국제적 시야에 주목할 필요가 있다”고 강조했다. 대회 이틀째인 5일에는 엄격한 심사를 통해 최우수 1명, 우수 1명, 장려 2명 등 분과별 우수자 32명에 대한 시상이 이뤄졌다. 최우수상은 육사 김민재 생도와 해사 박귀현 생도, 3사교 김남규 생도를 포함해 일반대학교 5명 등 총 8명이 수상의 기쁨을 누렸다. 우수상은 국간사 김민주 생도와 육사 박지상·노정규 생도, 공사 이현우 생도 등 8명에게 돌아갔다. 심사위원장인 조동준 서울대 교수는 “발제자가 연구한 내용의 사실관계가 확실한지, 건설적인 토론이 이뤄지는지 등 연구내용의 정확성과 의사 전달력과 표현력을 중점적으로 평가했다”고 설명했다. 지도교수협의회장을 맡은 최영진 중앙대 교수는 “안보 담론에 대한 이해를 심화시키고 다양한 계층과 대화를 통해 새로운 생각과 시야를 넓힐 수 있다는 것에 큰 의미가 있다”고 평가했다.

## 제17회 대학생 안보토론대회
- 주 최 : 육군본부

- 공동주관 : 서울과학기술대학교 / 육군사관학교
- 기 간 : 2018.10.04~2018.10.05
- 참가대상 : 대한민국 안보에 관심있는 모든 대학생(대학교 휴학 중인 현역병 포함)

### 분과별 주제
1. 1분과. 독립군·광복군의 항일 무장투쟁의 현대적 의미
2. 2분과. 변화하는 동북아 정세와 미래지향적 남북관계
3. 3분과. 북방정책과 유라시아 지역의 국제협력
4. 4분과. 저출산 시대의 동원체제와 양성평등
5. 5분과. 4차 산업혁명 시대의 육군 드론봇 운용방향과 쟁점
6. 6분과. 현대전에서 사이버 무기와 군의 역할
7. 7분과. 대피시설 구축의 쟁점과 평시 활용 방안
8. 8분과. Military innovation in History and the Implication of Current Security Challenges(In English)

### 대회혜택
- 분과별 1등(8명) : 상금 100만원
- 분과별 2등(8명) : 상금 50만원
- 분과별 장려상 : 상금 20만원
- 수상자 전원 : 육군참모총장 상장 & 명예육군 위촉
- 참가자 전원 : 기념품 및 숙식 제공

### 참가 대학
이번 대회에는 총 420여 명의 역대 최다 인원이 참가한다. 이는 작년 대회에 비해 2배가 넘는 규모로 서울대, KAIST를 비롯한 국내 주요 86개 대학과 캘리포니아주립대 등 9개 해외 명문대학 그리고 영국, 프랑스 등 9개국 사관학교와 국내 각 군 사관생도들이 참가한다.

### 대회 내용
드론봇 발전 관련 토론에 참가한 육사 4학년 정성원 생도는 “임관을 앞둔 4학년 생도로서 우리 육군의 미래인 ‘드론봇 전투체계’에 큰 관심을 갖고 있었다”며 “이렇게 세계 사관생도, 명문 대학생들과 모여 육군의 미래 발전방향에 관한 생각을 나누고 서로의 경험을 공유하게 된 것이 정말 기쁘다”고 말했다. 오늘날 안보문제와 군사변혁에 관해 토론한 태국 사관학교 슈프림 사로볼 생도는 “우리 할아버지는 한국을 위해 싸운 6·25 참전 용사”라며 “손자인 내가 다시 한 번 한국을 찾아 뜻깊은 토론대회에 참가하게 된 것이 큰 영광이고 자부심을 느낀다”고 소감을 밝혔다. 한편, 육사는 올해 대회의 테마를 ‘과거·현재·미래와 함께하는 안보체험’으로 정하고, 대학생들이 직접 보고, 만지고, 느낄 수 있는 다양한 프로그램을 마련했다. 이에 따라 대회 첫날인 4일 밤에는 대한민국 수호의 요람으로 불리는 화랑연병장에서 드론 70여 대의 군집비행이 펼쳐졌고, 5일에는 전시존, 관람존, 체험존 등에서 안보체험이 진행된다. 충무관 일대에 구성된 ‘전시존’에서는 독립군·광복군 유물과 6·25전쟁 유해발굴 유품 전시 및 특별사진전이 열린다. 육군박물관과 육사 기념관 일대에 마련된 ‘관람존’에서는 선사시대부터 현재에 이르는 군의 유구한 역사를 소개한다. 야외 무기전시장 일대의 ‘체험존’에서는 가상·증강현실(VR·AR) 전투체험 영상 상영, AH-64E·CH-47 헬기와 특수장비를 비롯한 무기체계 전시, 서바이벌 사격 및 승마체험 등이 이뤄진다.

## 제16회 대학생 안보토론대회
- 주 최 : 육군본부

- 공동주관 : 강원대학교 / 육군사관학교
- 기 간 : 2017.10.26~2017.10.27

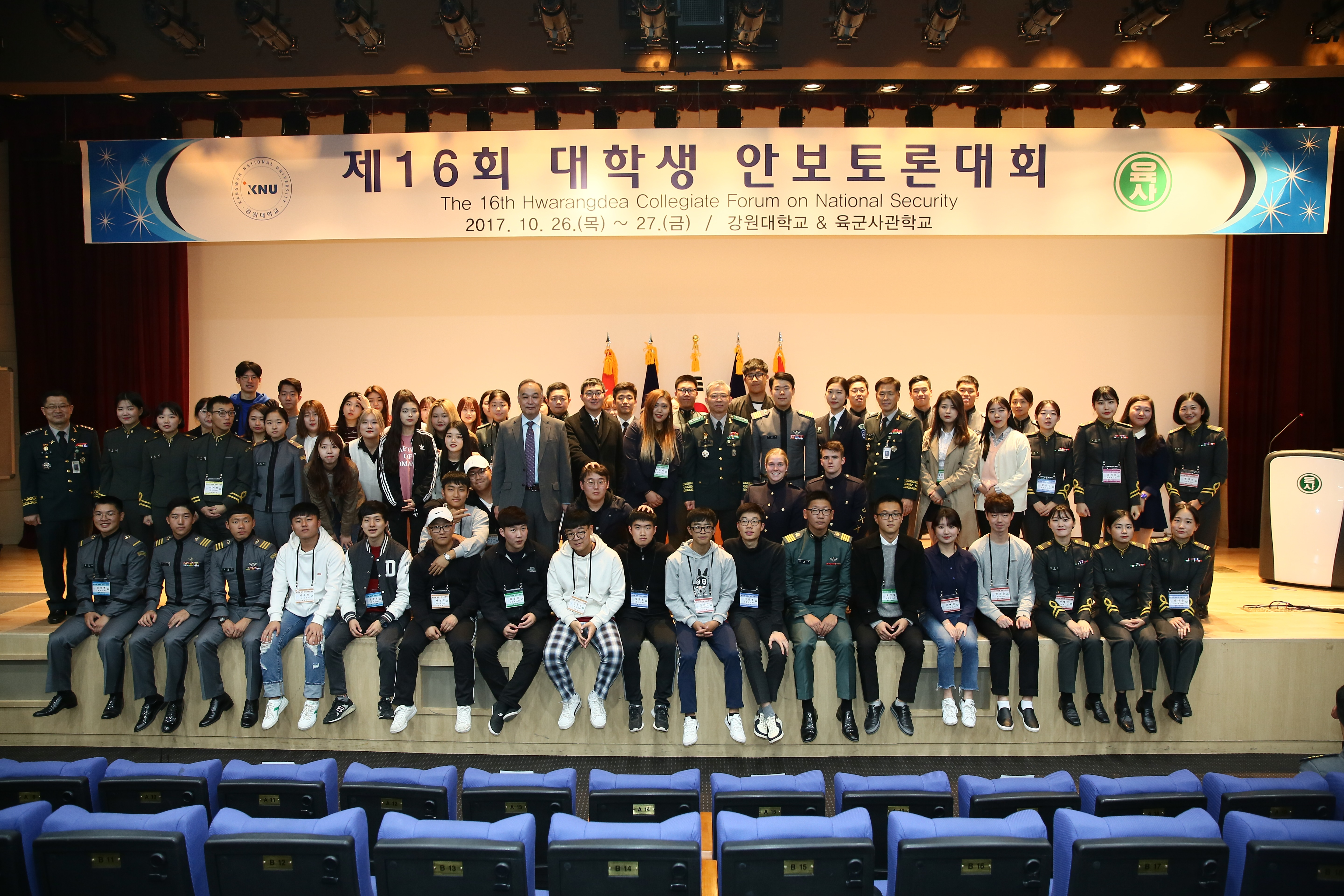
제 16회 대학생 안보토론대회 사진

### 분과별 주제
- 1분과(통일) 통일 이후 DMZ의 평화적 활용방안
- 2분과(국방) 4차 산업혁명시대의 안보위협과 우리의 대응
- 3분과(역사) 나당전쟁과 통일신라의 역사적 의의
- 4분과(한미) 트럼프 행정부의 대북정책과 한미동맹
- 5분과(사회I) 인구절벽 시대의 병영제도 발전방향
- 6분과(사회II) 분단의 지역화와 강원도
- 7분과(국제) Security Challenges in the Korean Peninsula and Northeast Asia

### 시상
- 육군 참모총장 상장 및 상금 수여
- 분과별 최우수상 1명, 우수상 1명, 장려상 2명
- 최우수상 수상자에게는 해외 안보견학 기회 부여

### 대회 성과 분석
1. 대학생 및 사관생도 간 안보 관련 대화와 토론의 장 제공
- 사관생도, 대학생의 조별 혼합 편성으로 의견 교환 기회 부여
- 외국 사관생도의 적극적인 참여로 국가 간 친선교류 증진
※ 민ㆍ군 안보현안에 대한 미래세대 공감대 형성과 쌍방의 신뢰 확장
2. 화랑관 동숙 및 가을음악회 참여 등 생도들과의 교류 확대
- 생도 1～3명당 참가자 1명 매칭을 통해 대회기간 친밀감 증대
- 대학생들에게 화랑관 동숙, 생도식당 식사 등 생도생활 간접체험 기회제공
- 대회 참가자의 가을음악회 참여로 함께 즐기는 화랑제로 확대
3. 한반도 유일의 분단도인 강원도 안보견학을 통한 안보 공감대 형성
- 강원도 철원군의 평화전망대, 제2땅굴 등 견학을 통해 안보현장 체험
- 문화유산해설사(철원군청) 및 강원대 지리교육학 김창환 교수의 가이드로 견학의 전문성 증대
4. 참가자의 발표 및 토론에 대한 여건 조성
- 발표자의 별도 논문 제출을 생략함으로써 발표준비 여건 보장
- 양질의 토론을 위한 토론주제 선정 시간 및 충분한 시간 부여
☞ 발표시간 2H, 토론주제선정시간 30’, 토론시간 3H
5. 심사 공정성 강화
- 평가그룹(교실)별 2명의 심사위원이 오전·오후 교차 심사
- 심사위원 편성 시 다수 참가대학 교수 또는 참가학생과 동일 대학교수 배제

## 제15회 대학생 안보토론대회
- 주 최 : 육군본부

- 공동주관 : 제주대학교 / 육군사관학교
- 기 간 : 2016.05.01~2016.05.04

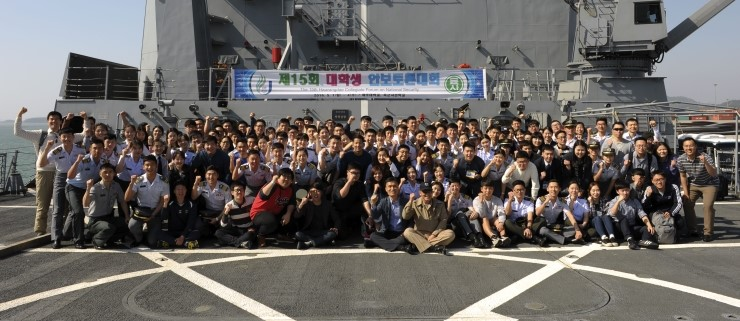
제15회 대학생 안보토론대회 사진

### 분과별 주제
1. 1분과(통일) 4차 핵실험 이후 김정은 체재와 남북관계
2. 2분과(외교) IS와 대테러 다자외교
3. 3분과(국방) 북한의 대남도발과 우리의 대비 태세
4. 4분과(역사) 동아시아 해양영토분쟁의 역사적 고찰
5. 5분과(한미) 미국 대선과 한미동맹의 미래
6. 6분과(사회) 제주의 미래 평화의 섬, 안보의 요충지
7. 7분과(국제) Maritime Security and the Future of East Asia

### 시상
- 육군 참모총장 상장 및 상금 수여
- 분과별 최우수상 1명, 우수상 1명, 장려상 2명
- 최우수상 수상자에게는 해외 안보견학 기회 부여

## 역대 대학생 안보토론대회 참가 현황
| 구분        | 참가대학 | 참가학생      | 공동주관       |
| ----------- | -------- | ------------- | -------------- |
| 제1회('02)  | 13       | 81명          | 고려대         |
| 제2회('03)  | 26       | 81명          | 경희대         |
| 제3회('04)  | 29       | 84명          | 숙명여대       |
| 제4회('05)  | 36       | 135명         | 연세대         |
| 제5회('06)  | 33       | 125명         | 성균관대       |
| 제6회('07)  | 31       | 152명         | 서울대         |
| 제7회('08)  | 40       | 261명         | 서강대         |
| 제8회('09)  | 40       | 306명         | 숙명여대       |
| 제9회('10)  | 48       | 354명         | 한양대         |
| 제10회('11) | 50       | 361명         | 중앙대         |
| 제11회('12) | 58       | 330명         | 서울시립대     |
| 제12회('13) | 48       | 317명         | 서울대         |
| 제13회('14) | 51       | 301명         | 이화여대       |
| 제14회('15) | 34       | 299명         | 서강대         |
| 제15회('16) | 50       | 272명         | 제주대         |
| 제16회('17) | 26       | 174명         | 강원대         |
| 제17회('18) | 81       | 348명         | 서울과학기술대 |
| 제18회('19) | 108      | 373명         | 서울대         |
| 제19회('20) | 31       | 80명(비대면)  | 고려대         |
| 제20회('21) | 51       | 147명(비대면) | POSTECH        |
| 제21회('22) | 54       | 217명         | 서울교대       |
| 제22회('23) |          |               | 성균관대       |

- 대학생 안보토론대회 & 화랑대 국제심포지엄
- 화랑대연구소 보관됨 2020-06-08 - 웨이백 머신